# 連續印
連續印，又稱連續章，是印章的一種，香港稱原子印，使用各種紅、藍、黑、綠等各種顏色墨水添加印章中，可連續蓋印。和傳統使用印泥的印章有所不同。在臺灣，成為公家單位或者企業主管與辦事員的辦公首選。